# Гринвил (Њу Хемпшир)
Гринвил (енгл. Greenville) насељено је место без административног статуса у америчкој савезној држави Њу Хемпшир.

## Демографија
По попису из 2010. године број становника је 1.108, што је 23 (-2,0%) становника мање него 2000. године.
| Група             | 2000.         | 2010.         |
| Белци             | 1.107 (97,9%) | 1.060 (95,7%) |
| Афроамериканци    | 3 (0,3%)      | 11 (1,0%)     |
| Азијати           | 4 (0,4%)      | 2 (0,2%)      |
| Хиспаноамериканци | 4 (0,4%)      | 27 (2,4%)     |
| Укупно            | 1.131         | 1.108         |